# Merete Myklebust
Merete Myklebust  est une footballeuse internationale norvégienne née le 16 mai 1973 à Ålesund. Elle joue au poste de défenseure durant sa carrière.
Avec l'équipe de Norvège, Myklebust remporte la Coupe du monde 1995 et une médaille de bronze olympique en 1996. En club, elle joue pour le SK Trondheims-Ørn.

## Biographie

### En sélection
Myklebust fait ses débuts en tournoi avec l'équipe nationale de Norvège lors de l'Euro 1995 : elle dispute quatre matchs, l'équipe de Norvège échoue en demi-finales.
Elle fait partie de l'équipe qui remporte la Coupe du monde 1995 en Suède, elle est titulaire durant tous les matchs du tournoi.
Myklebust participe au premier tournoi olympique de football féminin aux Jeux olympiques d'Atlanta en 1996, l'équipe norvégienne est médaillée de bronze.
Elle dispute également l'Euro 1997 : elle prend part à deux rencontres, la Norvège est éliminée en phase de groupes.